# Małkinia Górna
Małkinia Górna – miejscowość w Polsce położona w województwie mazowieckim, w powiecie ostrowskim, w gminie Małkinia Górna.

## Charakterystyka
Małkinia Górna położona jest na prawym brzegu Bugu, około 1 km od koryta rzeki. Jest dużą wsią o powierzchni 6,97 km² i liczbie mieszkańców wynoszącej około 5000. Stanowi siedzibę gminy Małkinia Górna.
Na terenie miejscowości utworzono pięć sołectw: Małkinia Górna I, Małkinia Górna II, Małkinia Górna III, Małkinia Górna IV i Małkinia Górna V. W 2023 roku liczba mieszkańców w poszczególnych sołectwach wynosiła odpowiednio: 1071, 983, 1018, 1069 oraz 777 osób.
Do 1954 roku Małkinia Górna była siedzibą gminy Orło. W latach 1954–1972 wieś należała i była siedzibą władz gromady Małkinia Górna. W latach 1975–1998 miejscowość znajdowała się w granicach województwa ostrołęckiego.

## Religia
Miejscowość jest siedzibą dwóch rzymskokatolickich parafii należących do dekanatu Ostrów Mazowiecka – Wniebowzięcia NMP:
- parafia Najświętszego Serca Pana Jezusa,

- parafia Nawrócenia św. Pawła Apostoła.

## Transport
Małkinia Górna stanowi węzeł kolejowy (stacja Małkinia) i drogowy. Przez gminę przebiega zelektryfikowana linia kolejowa nr 6, łącząca Warszawę z Białymstokiem.
W Małkini Górnej krzyżują się dwie drogi wojewódzkie:
- DW627: Ostrołęka – Sokołów Podlaski,

- DW694: Ciechanowiec – Poręba-Kocęby.

## Znani mieszkańcy
W Małkini Górnej urodził się Stanisław Tym, aktor, satyryk, scenarzysta filmowy, autor scenariuszy do filmów takich jak Rejs czy Ryś.
Z miejscowości pochodzi również Henryk Bednarski – polski socjolog, polityk, działacz komunistyczny i minister edukacji narodowej w rządzie Zbigniewa Messnera.